# Shōkoku-ji
Shōkoku-ji (jap. 相国寺; nazwa formalna: Mannen-zan Shōkoku Shōten Zenji 萬年山相國承天禅寺) – jedna z najważniejszych świątyń szkoły zen tradycji rinzai w Kioto, w Japonii.

## Historia świątyni
Fundatorem obiektu był siogun Yoshimitsu Ashikaga, który pod wpływem nauk zmarłego w 1351 roku mistrza zen Soseki Musō (1275–1371), porozumiał się z jego dwoma uczniami, Shun’oku Myōha (1311–1388)i Gidō Shūshinem (1325–1388), w celu wybudowania świątyni. Zasugerowali oni nazwę Jōten Shōkoku-ji, na wzór chińskiego klasztoru Chengtian Xiangguo si. Prace budowlane rozpoczęto w 1382, a zakończono w 1392 roku. Opatem założycielem został Shun’oku Myōha. Kompleks został wybudowany w pobliżu pałacu siogunów. Dwa lata później klasztor uległ całkowitemu spaleniu. 
W następnych latach obiekt był wielokrotnie niszczony i odbudowywany. Pomimo tego Budynek Dharmy (jap. Hattō 法堂, sala wykładowa) jest uważany za najstarszy przykład architektury zen okresu Muromachi-Ashikaga.
Na wykazie najważniejszych świątyń, który został stworzony podczas panowania Yoshimitsu (1358–1408), Shōkoku-ji znalazła się na drugim miejscu w Kioto. Za najważniejszą świątynię w Japonii była uważana Nanzen-ji, która pełniła rolę nadrzędną nad wybranymi pięcioma klasztorami Kioto i Kamakury.
Lista ta wykazywała potęgę linii przekazu mistrza Sosekiego Musō, gdyż na pierwszym miejscu, jako nadrzędna nad Shōkoku-ji, była świątynia Tenryū-ji, prowadzona także przez jego uczniów. Natomiast pierwszym opatem Shōkoku-ji został Shun’oku Myōha (1311-1388), bratanek i najbliższy uczeń Musō.
W 1392 roku Yoshimitsu wyznaczył Zekkai Chūshina (1336–1405), najmłodszego z głównych uczniów Musō, opatem Shōkoku-ji. Zekkai dwukrotnie rezygnował ze stanowiska opata, jednak natychmiast był na nie przywracany. Pełnił on także najwyższą funkcję w systemie gozan, sōroku. Główną siedzibą sōroku była świątynia Rokuon-in, która należała do kompleksu Shōkoku-ji. Zekkai cieszył się wielkim poparciem Yoshimitsu, który nawet umieścił czasowo w 1392 roku Shōkoku-ji na miejscu pierwszym listy pięciu najważniejszych klasztorów Kioto, ponad Tenryū-ji.
Opatem Shōkoku-ji był w tym okresie także Donchū Dōhō (1365–1409), który był jednym z głównych przedstawicieli literackiego stylu w ruchu gozan.
W czasie wojny Ōnin uległy zniszczeniu wszystkie klasztory z listy pięciu klasztorów Kioto, oprócz Tōfuku-ji. Shōkoku-ji został odbudowany, a jego opatem był najwybitniejszy mistrz zen tego okresu, Ōsen Keizan (1429–1493).
Jednym z najwybitniejszych mnichów zen, a przy tym i malarzy, którzy praktykowali zen w Shōkoku-ji, był Sesshū Tōyō (1420–1506). Nieco później, dyrektorem Akademii Sztuki w Shōkoku-ji został pierwszy przedstawiciel rodu Kanō, malarz Masanobu Kanō (1434–1530).
W XIX wieku praktykował zen w tym klasztorze pod kierunkiem mistrza Daisetsu Shōena (zm. 1855) Ekkei Shuken (1809–1883). Uczniem Shōena byli także Kōsen Sōon, bardziej znany jako Imakita Kōsen (1816–1892) oraz Ogino Dokuon (1819–1895), który wsławił się odważną opozycją przeciwko antybuddyjskim prawom ustanawianym przez rząd. W 1879 roku został opatem Shōkoku-ji.
Obecnie Shōkoku-ji jest główną świątynią jednej z czternastu linii przekazu w ramach szkoły rinzai. Na terenie przez nią zajmowanym jest 13 świątyń, a ponadto przewodzi ona grupie 130 świątyń w całej Japonii, w tym Kinkaku-ji i Ginkaku-ji.

## Obiekty architektoniczne i inne klasztoru
Teren, który zajmuje klasztor jest bardzo rozległy i znajduje się na nim wiele budynków. Lotosowy staw znajduje się na południowym końcu głównej drogi prowadzącej przez kompleks z północy na południe. Takie świątynie, jak: Rinkō-in (林光院), Gyokuryū-in (玉龍院),　Daikōmyō-ji (大光明寺), Fukō-in (普広院), Jiun-in (慈雲院), Jishō-in (慈照院), Hōkō-ji (豊光寺), Chōtoku-in (長得院), Yōgen-in (養源院), Kōgen-in (光源院), Zuishun-in (瑞春院) i Daitsū-in (大通院), znajdują się po jednej ze stron stawu, głębiej w kompleksie, który zawiera także chramy shintō poświęcone: Inari, Benten i Hachimanowi.
Wieża dzwonu została odbudowana w 1844 roku. Stosunkowo młoda jest składnica sutr i kronik historii świątyni (kyōzō), gdyż pochodzi z lat 1859–1860. Wśród zgromadzonych drogocennych tekstów jest m.in. kompletna kopia koreańskiej Tripitaki. W pobliżu znajduje się także pamiątkowy kopiec, gdzie ukryto włos cesarza Go-Mizunoo (jap. 後水尾, pan. 1611–1629) po „ceremonii tonsurowej” (postrzyżyn). W 1788 roku spaliła się wieża powiązana z tym miejscem.  
Łaźnia (jap. senmyō) została wybudowana w roku 1400, ale obecna budowla pochodzi z roku 1596. Łaźnia pojawia się na co najmniej jednym znanym emaki-mono (obrazie w postaci zwoju) – Daitō gozan shodōzu (大唐五山諸堂図, "Obrazy różnych budynków z Pięciu Wielkich Chińskich Świątyń".
Ponieważ w Shōtoku-ji przebywało wielu japońskich artystów, m.in. takich jak: Tenshō Shūbun, Sesshū Tōyō, Josetsu i ekscentryczny Jakuchū Itō, w zbiorach świątyni znajduje się wiele najsłynniejszych prac tych artystów, które można oglądać w  Muzeum Sztuki Jōtenkaku (承天閣美術館, Jōtenkaku Bijutsukan).

## Świątynie
- Daikōmyō-ji – wybudowana w 1339 roku jako świątynia upamiętniająca cesarzową, żonę cesarza Go-Fushimi (jap. 後伏見, pan. 1298–1301). Później stała się świątynią rodzinną, gdzie odbywały się pochówki członków rodziny Fushimi-no-miya. W 1651 roku została przeniesiona na teren kompleksu klasztornego Shōkoku-ji.
- Fukō-in – założona w 1401 roku jako miejsce pobytu Yoshimitsu Ashikagi po jego rezygnacji z urzędu sioguna. W 1441 roku została nazwana Fukō-in, po śmierci sioguna Yoshinoriego Ashikagi. W 1510 roku świątynia ta wyznaczona do kontroli nad dawną posiadłością rodziny Reizei i grobem Sadaie Fujiwary. W 1788 roku świątynia uległa spaleniu. Do odbudowy przystąpiono dopiero w roku 1814, a ukończono ją w 1848 roku[1].

## Adres
- Shōkoku-ji, Imadegawa-dōri, Karasuma Higashi-iru, Kamigyō-ku, Kyōto-shi, Kyōto-fu, 〒602-0898 Japan

## Galeria

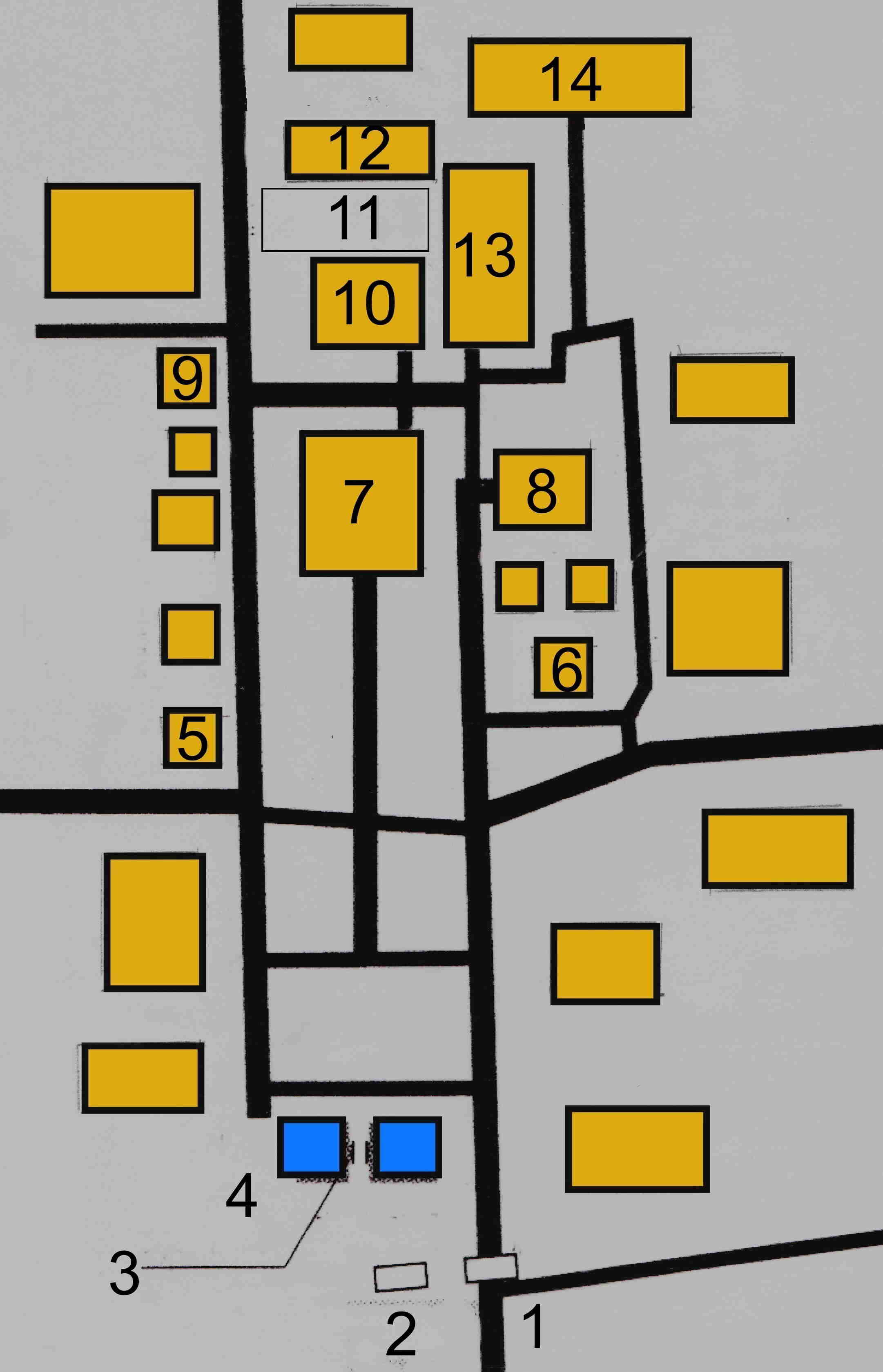
Plan kompleksu
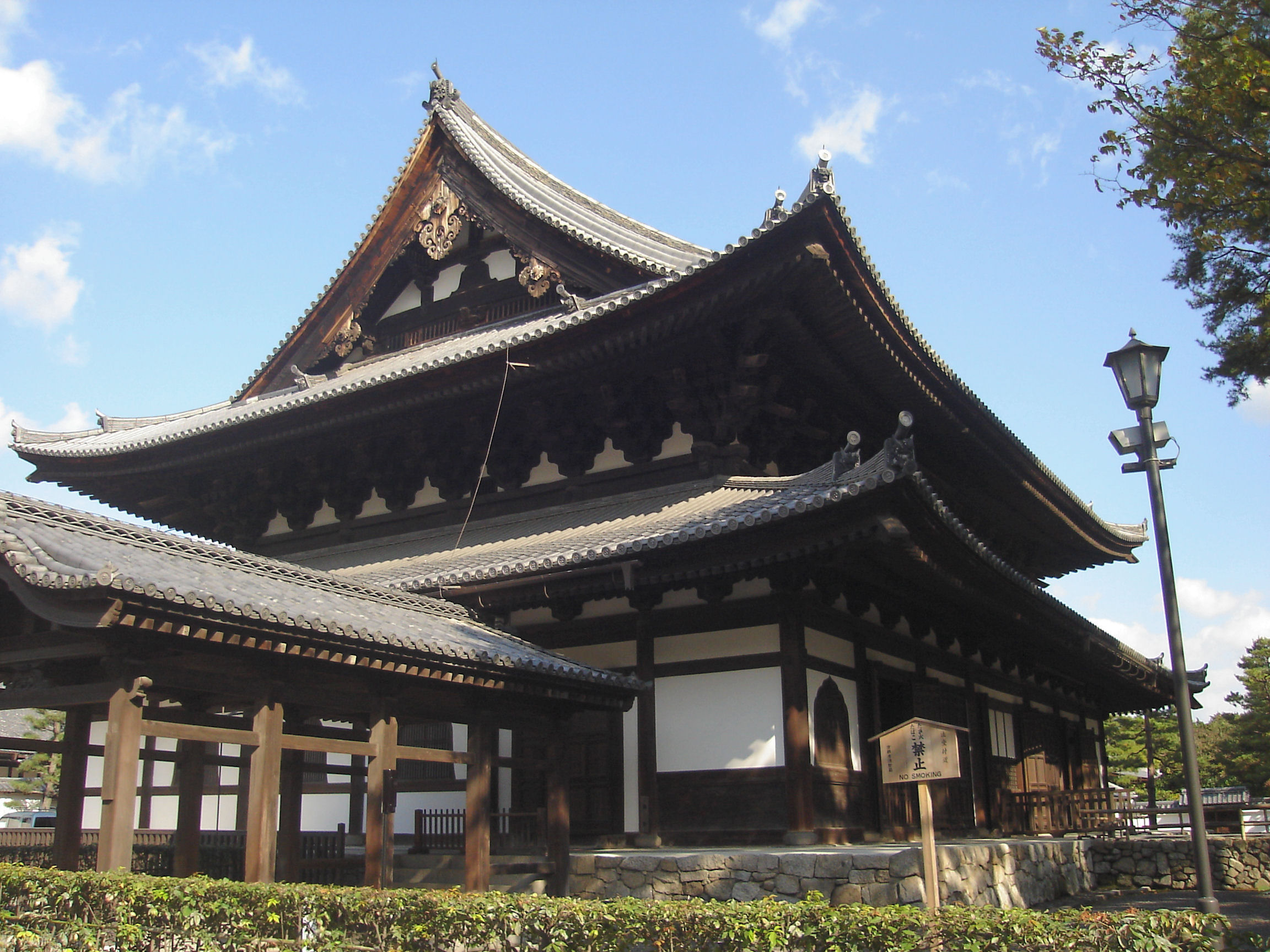
Hattō (Budynek Dharmy)
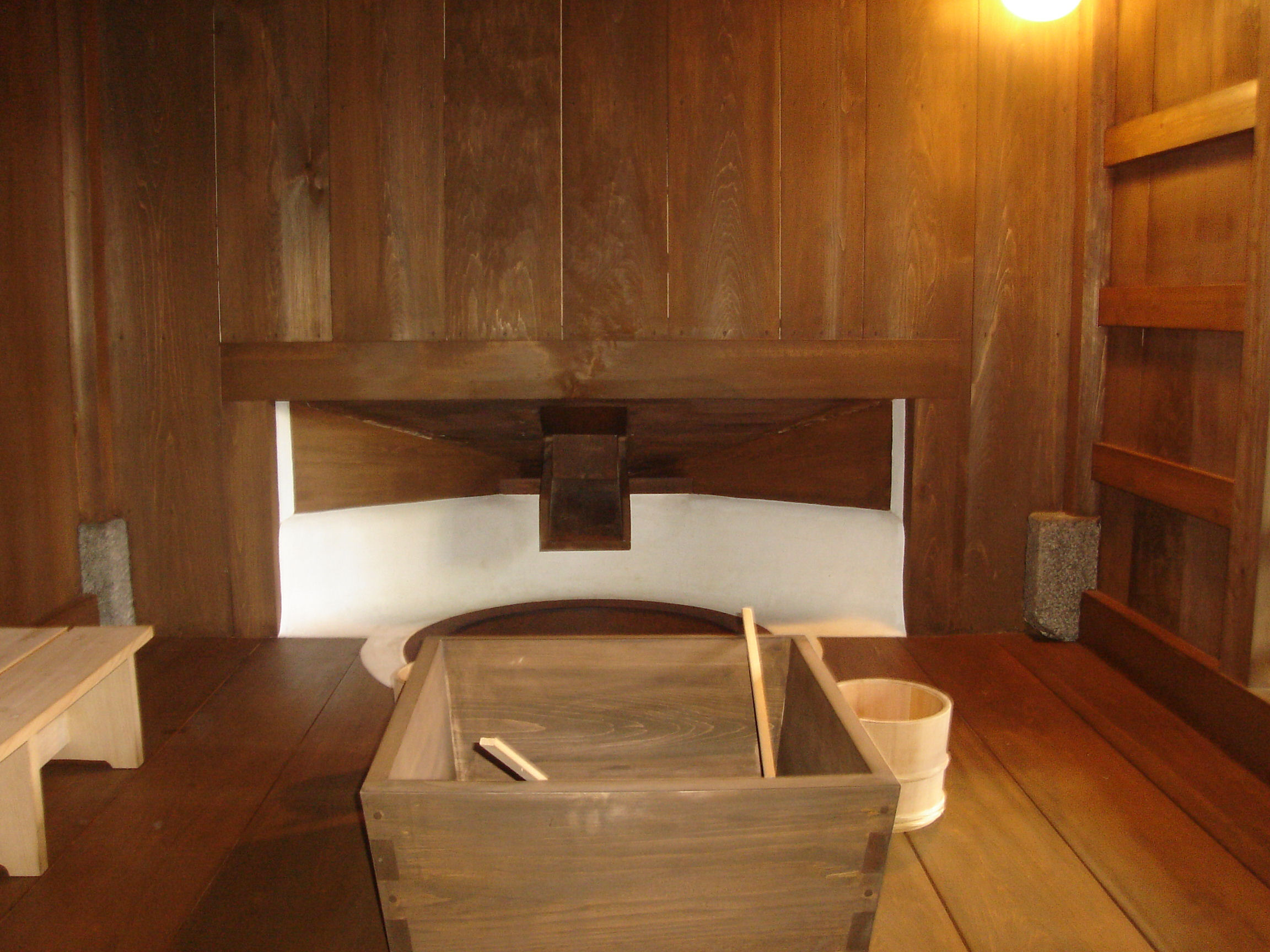
Łaźnia
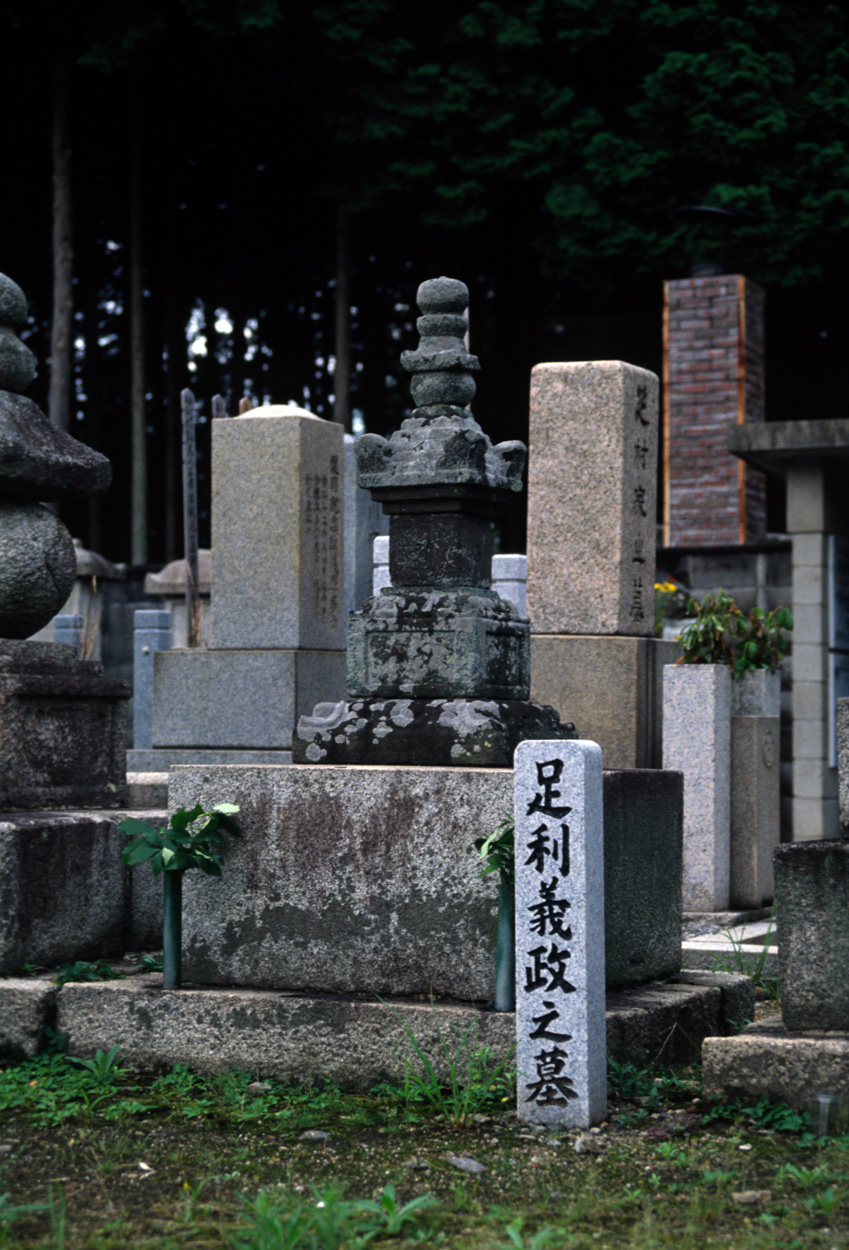
Grób Yoshimasy Ashikagi
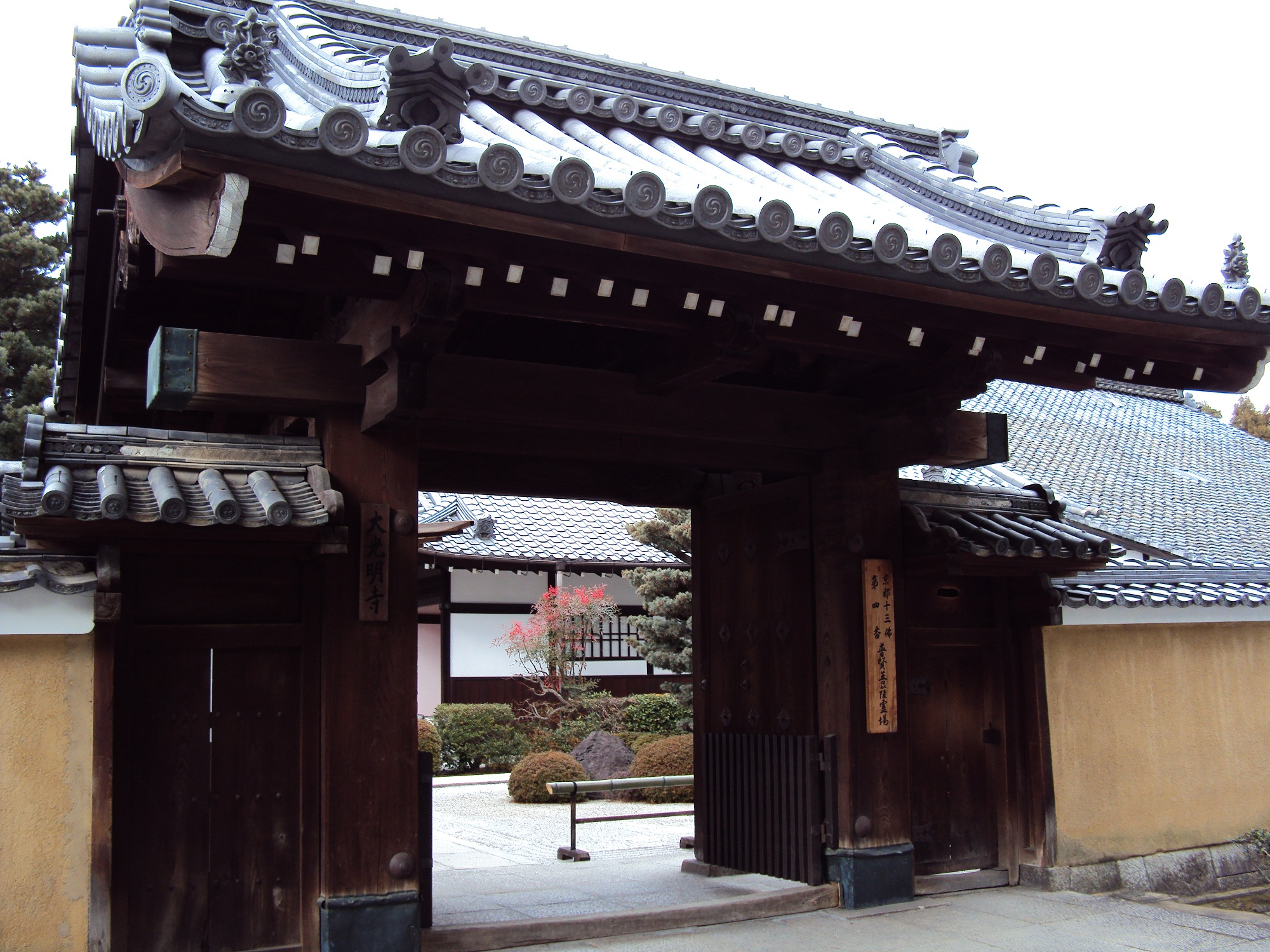
Brama do Daikōmyō-ji
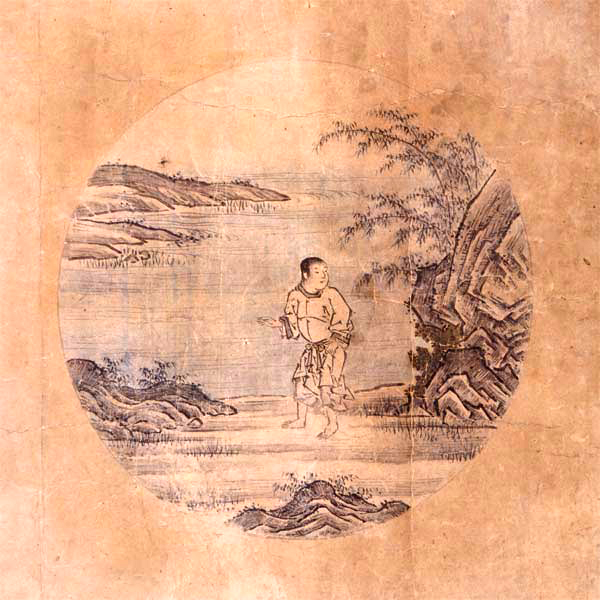
Pierwszy z obrazków pasterskich Tenshō Shūbuna „Szukanie wołu”